# VidantaWorld
VidantaWorld es una marca de hoteles que opera dos complejos turísticos en México: VidantaWorld Nuevo Vallarta y VidantaWorld Riviera Maya, además de VidantaWorld’s ELEGANT, un megayate de 149 cabinas. La marca ofrece alojamientos, entretenimiento e instalaciones recreativas para turistas nacionales e internacionales. VidantaWorld forma parte de Grupo Vidanta y, a través de esta, la empresa gestiona las reservas a hoteles, entretenimiento y yates.

## Historia
VidantaWorld inició como un parque temático, inicialmente enfocado a atracciones para toda la familia. Con el paso del tiempo, Grupo Vidanta, la empresa detrás de VidantaWorld, cambió el enfoque para satisfacer la demanda de viajes de lujo. Esto llevó a la transformación del complejo turístico para incluir una mayor oferta de alojamientos, gastronomía y entretenimiento. 
VidantaWorld creció e incluyó nuevos resorts y una variedad de entretenimiento y actividades recreativas. La renovación a la marca VidantaWorld reflejó la transición de un parque temático a una marca que abarca hospedaje y entretenimiento, diseñada para turistas que buscan tener unas experiencias vacacionales de lujo. En 2024, VidantaWorld se conformó de dos complejos turísticos con parques temáticos y un megayate de lujo. VidantaWorld abrió sus puertas a huéspedes a partir del 18 de octubre de 2024.

## Desarrollo
Nuevo Vallarta
El 12 de noviembre de 2014, Cirque du Soleil, Grupo Vidanta y Legacy Entertainment anunciaron planes para un parque temático en Nuevo Nayarit, México. Los planes contemplan al menos dos terrenos, la Aldea del Sol y la Aldea de la Luna, así como un espectáculo nocturno al aire libre con capacidad para entre 3000 y 5000 espectadores, e incluirán un parque acuático y elementos de un parque natural. La construcción comenzó en septiembre de 2015. El 30 de noviembre de 2015, Goddard Group publicó dibujos conceptuales para un parque acuático no anunciado previamente.
En abril de 2021, el operador anunció que el resort constará de un parque temático de fantasía, un parque acuático y un parque natural, todos conectados con el hotel resort Vidanta Nuevo Vallarta y la playa mediante un teleférico. Entre muchos de sus temas habrá un "reino" dedicado al Cirque du Soleil y la góndola SkyDream Parks que proporcionará transporte entre los parques y los hoteles en un circuito de 4 millas y 150 pies de altura.
El lanzamiento estaba programado para 2018, pero se retrasó hasta 2023. BON Luxury Theme Park abrió sus puertas para visitas exclusivas el 1 de agosto de 2023. El parque abrió con atracciones, juegos de destreza, restaurantes y tiendas. 
Riviera Maya
En 2019, Grupo Vidanta anunció la construcción de un parque acuático llamado Jungala Aqua Experience. Construido en VidantaWorld Riviera Maya, Jungala Aqua Experience fue uno de los primeros elementos del resort. Con un enfoque en experiencias de lujo y atracciones sofisticadas, Jungala Aqua Experience ofrece amenidades como cabañas VIP, tratamientos de spa y gastronomía gourmet.
VidantaWorld’s ELEGANT
En marzo de 2019, Grupo Vidanta anunció una inversión de 2.7 billones de pesos mexicanos (aproximadamente $143,937,00 USD) en una flota de barcos de lujo. El primer barco gue Vidanta Elegant, posteriormente renombrado como VidantaWorld’s ELEGANT. Después de ser adquirido por Grupo Vidanta, la embarcación fue renovada en su totalidad para convertirse en un megayate de lujo para reservas de huéspedes. 

## Resorts de VidantaWorld
VidantaWorld Riviera Maya
Ubicado entre la selva maya, este resort cuenta con entretenimiento para todas las edades como el show de Cirque du Soleil JOYÀ, el primer espectáculo del Cirque residente en Latinoamérica, y Jungala Aqua Experience, un parque que cuenta con atracciones acuáticas, un río lento y cabañas privadas.
VidantaWorld Nuevo Vallarta
Localizado en la costa del Pacífico de México, este resort ofrece acceso a la playa, diversas propuestas gastronómicas, campos de golf y acceso al parque temático BON Luxury Theme Park. Además, cuenta con una variedad de piscinas y otras actividades recreativas para la familia. 
VidantaWorld’s ELEGANT
VidantaWorld’s ELEGANT es un megayate operado por VidantaWorld. Este megayate cuenta con camarotes y suites, diversas opciones de restaurantes y piscinas en la cubierta superior. ELEGANT mide 152.4 metros de largo (más de 500 pies), tiene seis cubiertas, 149 camarotes y 13 restaurantes y lounges. Cuenta con itinerarios con travesías por el Caribe y Europa. 